# (2372) Proskurin
(2372) Proskurin (1977 RA8; 1949 QK2; 1950 XR; 1961 XW; 1972 VR1; A906 VD) ist ein ungefähr 22 Kilometer großer Asteroid des äußeren Hauptgürtels, der am 13. September 1977 vom russischen (damals: Sowjetunion) Astronomen Nikolai Stepanowitsch Tschernych am Krim-Observatorium (Zweigstelle Nautschnyj) auf der Halbinsel Krim (IAU-Code 095) entdeckt wurde. Er gehört zur Themis-Familie, einer Gruppe von Asteroiden, die nach (24) Themis benannt ist.

## Benennung
(2372) Proskurin wurde nach Vitalij Fjodorowitsch Proskurin (1919–1964) benannt, der Himmelsmechanik am Institut für theoretische Astronomie erforschte. Er ist bekannt für seine Arbeit an den Bewegungen von (1) Ceres, Himalia und Pasiphae.